# City Airport Manchester
City Airport Manchester (ICAO: EGCB) is een vliegveld voor de burgerluchtvaart, 9,3 km ten westen van Manchester. Het vliegveld wordt sinds kort City Airport genoemd, daarvoor stond het bekend als Barton Aerodrome. Het vliegveld beschikt over 4 grasbanen en is een van de drukste vliegvelden in Groot-Brittannië voor de burgerluchtvaart. Het vliegveld opereert 7 dagen per week van 9 uur 's ochtends tot zonsondergang. Commerciële, militaire, politie- en medisch gerelateerde vluchten kunnen ook opereren buiten deze uren mits op afspraak (draagbare baanverlichting moet worden geïnstalleerd). Het vliegveld dient ook als een tankstop voor vliegtuigen die vanuit het noorden naar het zuiden van Groot-Brittannië vliegen of andersom. Manchester Barton Aerodrome heeft een CAA-licentie voor passagiers- en lesvluchten.

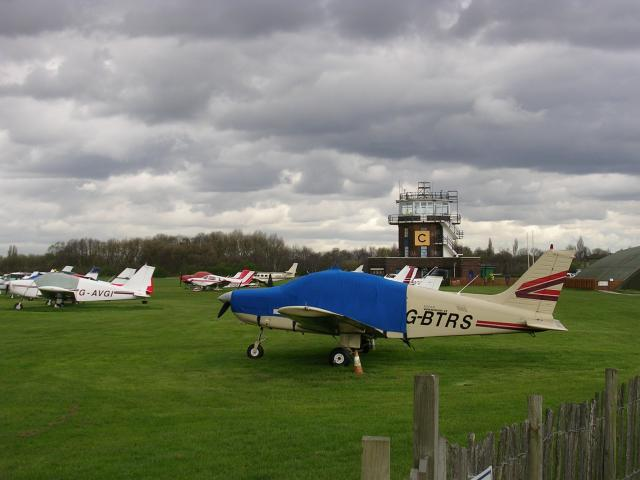
Een geparkeerd vliegtuig met op de achtergrond de verkeerstoren van EGCB

## Geschiedenis
De constructie van het vliegveld is van start gegaan in de herfst van 1928. De grasbanen en de hangar waren gereed in 1930, de eerste passagiersvlucht vond ook plaats in dit jaar. Tot 1933 werd het vliegveld gerund door Northern Air Lines die enkele vliegtuigen stationeerde op Barton voor lesvluchten, clubgebruik en chartervluchten. Imperial Airways verzorgde 3 vluchten per week via Birmingham naar Londen (Croydon Airport). Deze route werd gesubsidieerd door de gemeenteraad van Manchester, Liverpool en Birmingham.
De constructie van de verkeerstoren werd voltooid in de lente van 1993, de eerste verkeerstoren op een gemeentelijk vliegveld in Groot-Brittannië buiten Londen om. De toren is op dit moment de oudste verkeerstoren in Europa die nog steeds in gebruik is voor het oorspronkelijke doel.
In 1938 werden alle commerciële vluchten verplaatst naar het toentertijd nieuwere en grote Ringway Airport.
Tijdens de Tweede Wereldoorlog werd Barton in gebruik genomen voor militaire vliegtuigoperaties. Meer dan 700 trainings- en communicatietoestellen werden in elkaar gezet op Barton.
Het vliegveld werd tot 2003 beheerd door de gemeenteraad van Manchester en werd toen overgenomen door Manchester Ship Canal Development.